# 萨塔尔凯里
萨塔尔凯里（Satalkheri），是印度拉贾斯坦邦Kota县的一个城镇。总人口14965（2001年）。

## 人口
该地2001年总人口14965人，其中男性7997人，女性6968人；0—6岁人口3103人，其中男1562人，女1541人；识字率48.98%，其中男性为62.67%，女性为33.27%。